# 유럽 고속도로 17호선
유럽 고속도로 17호선(네덜란드어: Europese weg 17, 프랑스어: Route européenne 17, 독일어: Europastraße 17)은 벨기에 안트베르펜을 기점으로 프랑스 본을 종점으로 하는 유럽 고속도로이다.

## 풍경

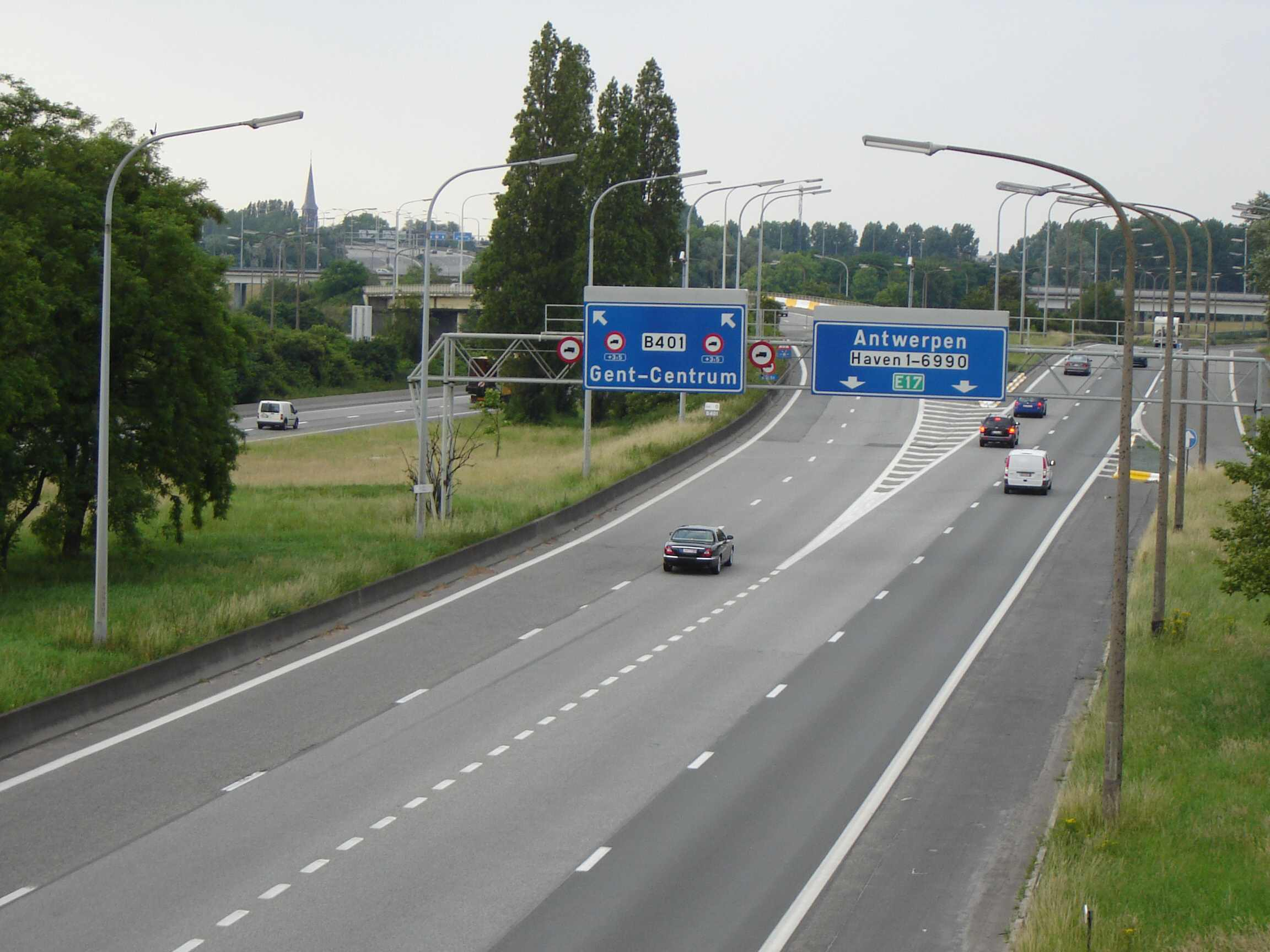
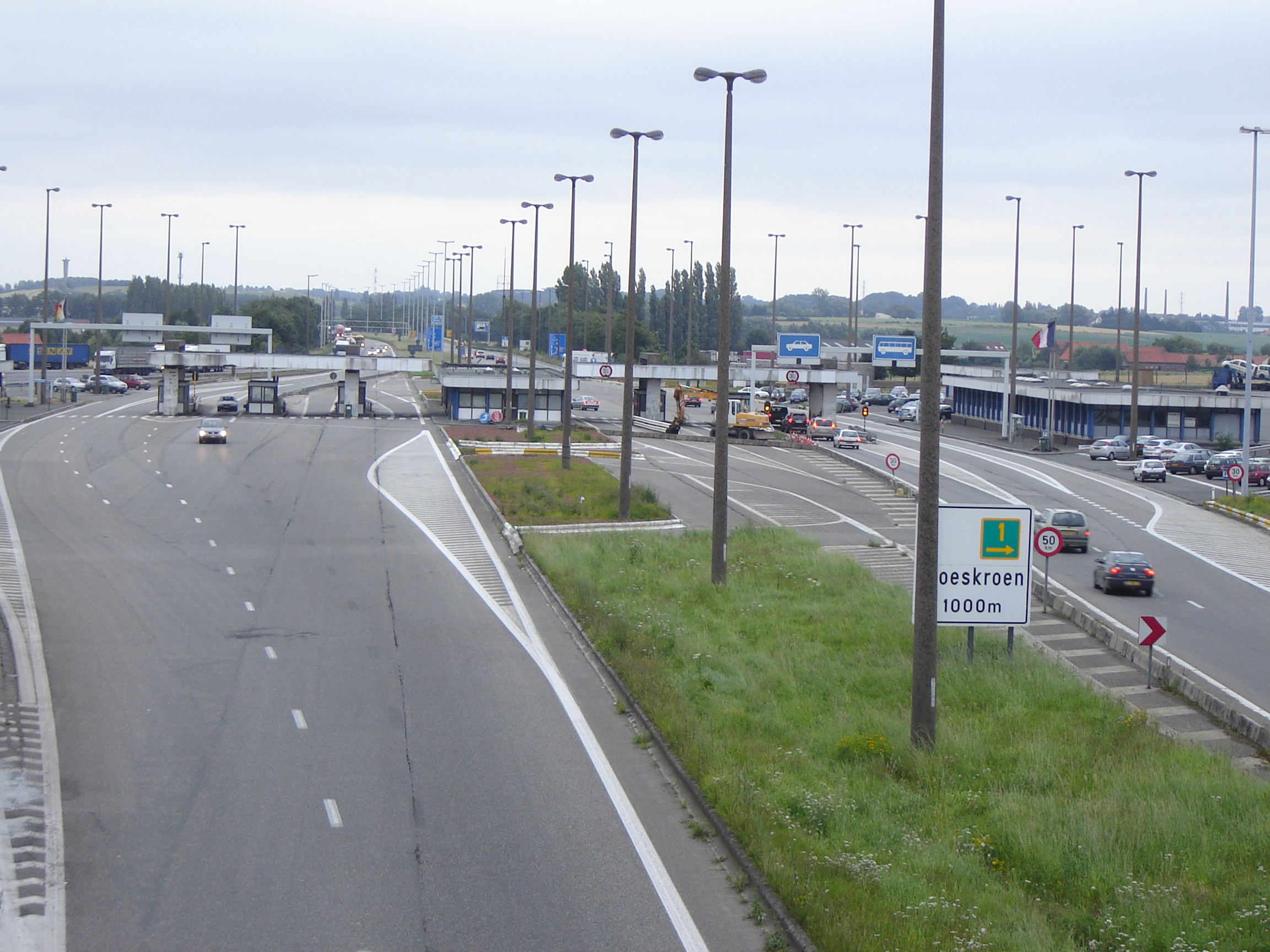

## 경로

### 벨기에
- 안트베르펜
- 헨트
- Aalbeke

### 프랑스
- 릴
- 아라스
- 캉브레
- 생캉탱
- 랭스
- 본